# Castello di Montiel
Il castello di Montiel, conosciuto anche come castillo de la Estrella, è un castello le cui rovine si trovano a Montiel, nella Castiglia-La Mancia. Costruito dagli Arabi nel IX secolo, venne poi ristrutturato nel 1226 e abitato da Pietro I di Castiglia, il quale poi morì alle pendici dello stesso dopo la battaglia di Montiel, episodio della guerra dei cent'anni, ucciso per mano di Enrico di Trastámara. La vicenda è al centro del romanzo Il castello di Eymerich (2001), dello scrittore italiano Valerio Evangelisti.